# Московська лінія
Московська лінія (біл. Маскоўская лінія) — перша лінія Мінського метрополітену. Відкрита 30 червня 1984 року, у складі з восьми станцій. Московська лінія майже цілком проходить під головною магістраллю міста, проспектом Незалежності, і перетинає Мінськ з північного сходу на південний захід. Довжина лінії — 19,9 км, кількість станцій — 15.

## Історія
Будівництво першої лінії мінського метро почалося 1977 року, офіційне відкриття відбулося 30 червня 1984 року. Пускова ділянка включала вісім станцій: «Інститут культури», «Площа Леніна», «Жовтнева», «Площа Перемоги», «Площа Якуба Коласа», «Академія наук», «Парк Челюскінців» і «Московська».
31 грудня 1986 року лінія була продовжена на північний схід станцією «Схід».
7 листопада 2007 року відкрилися дві станції на тому ж напрямку — «Борисовський Тракт» і «Уруччя».
7 листопада 2012 року відкрилися три станції у південно-західному напрямку — «Грушаўка», «Міхалава» і «Пятровшчіна».

### Перша черга

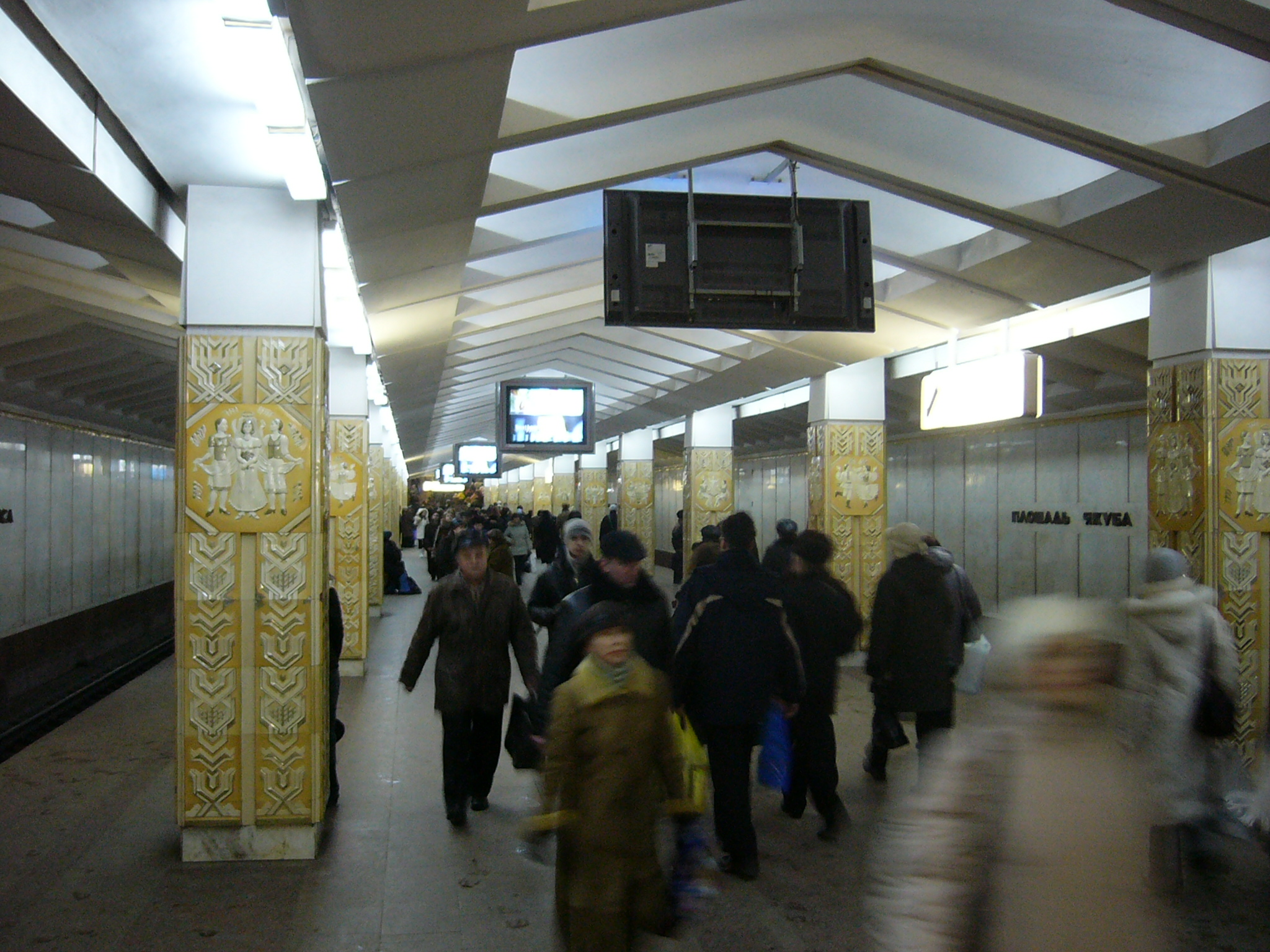
Станція «Площа Якуба Коласа»

3 травня 1977 року, в районі майбутньої станції «Парк Челюскінців» почалися перші роботи, і 16 червня 1977 року була забита перша паля. У зв'язку з відсутністю в Мінську необхідного обладнання, прохідницький щит було доставлено в розібраному вигляді з Дніпропетровську. При проходці першої лінії метробудівцям довелося зіткнутися з багатьма труднощами, зокрема, перегін між площею Перемоги та Жовтневої проходить під річкою Свіслоч. Будівництво було розраховано на 8 років, але застосування революційного за тодішніми мірками методу побудови, так званої «стіни в ґрунті», дозволило прискорити будівництво, і першу чергу була відкрита для пасажирів 30 червня 1984 року — на рік раніше запланованого терміну.
Відкриті станції отримали такі назви: «Московська», «Парк Челюскінців», «Академія Наук», «Площа Якуба Коласа», «Площа Перемоги», «Жовтнева», «Площа Леніна», «Інститут культури».

### Друга черга
31 грудня 1986 року відбулося відкриття станції «Схід» — розвитку Московської лінії в східному напрямку. Ця ділянка була спроектована в стислі терміни, будівництво велося цілодобово. Станцію було зведено в житловому мікрорайоні «Схід» і стала великим пересадним вузлом для жителів мікрорайонів «Схід» й «Уруччя», значно полегшивши шлях до центра міста.

### Третя черга
2001 року почалося будівництво продовження першої лінії на схід. 7 листопада 2007 року, тут відкрилися дві нові станції «Борисовський тракт» і «Уруччя». Вперше Мінське метро вийшло за межі Мінської кільцевої автодороги. Відкриття цих станцій спочатку планувалося на 2008, але за дорученням Президента фінансування було збільшено, і відкриття перенесено на осінь 2007.
Лінія отримала назву від кінцевої станції на момент відкриття. Спочатку планувалося назвати «Московською» другу кінцеву — «Інститут культури», розташовану поруч з однойменною вулицею, проте пізніше рішення було змінено.
Впродовж 1992—2003 років станція «Площа Леніна» мала назву «Площа Незалежності», але потім було відновлено початкову назву (сама площа після 1992 року не змінювала назву).

### Четверта черга
Будівництво станцій «Грушівка», «Міхалово» і «Петрівщина» було розпочато у 2004 році. Відкриття станцій планувалося на 1 вересня 2012 року. Згодом було проголошено, що у вересні пройде пробний запуск, а повноцінно станції запрацюють з 7 листопада 2012 року. Ділянка довжиною 5,2 км офіційно відкрита 7 листопада 2012 року.

### П'ята черга
3 червня 2014 року відкрита південно-західна ділянка довжиною 2,1 км зі станцією «Малинівка».

## Депо та рухомий склад
Московську лінію обслуговує електродепо «Московське», відкрите в червні 1984 року. Воно обслуговувало і другу лінію до введення в дію 1 вересня 2003 року електродепо «Могильовське».
На лінії використовуються вагони моделі 81-717/714 виробництва Митищинського машинобудівного заводу і Вагонмашу. До вересня 2002, використовувалися чотиривагонні потяги; зараз лінію обслуговують 25 п'ятивагонних потягів.

## Розвиток
У подальшій перспективі можливе продовження лінії на північний схід станцією «Смоленська» та на південний захід станцією «Щомислиця».